# Listă de conducători de stat din 1952
1948 - 1949 - 1950 - 1951 - 1952 - 1953 - 1954 - 1955 - 1956
Aceasta este o listă a conducătorilor de stat din anul 1952:

## Europa
- Albania: Omer Nishani (președinte, 1946-1953)
- Anglia: George al VI-lea (rege din dinastia Windsor, 1936-1952)
- Austria: Theodor Körner (președinte, 1951-1957)
- Belgia: Baudouin I (rege, 1951-1993)
- Bulgaria: Gheorghi Damianov (președinte, 1950-1958)
- Cehoslovacia: Klement Gottwald (președinte, 1948-1953)
- Danemarca: Frederik al IX-lea (rege din dinastia de Glücksburg, 1947-1972)
- Elveția:
- Finlanda: Juho Kusti Paasikivi (președinte, 1946-1956)
- Franța: Vincent Auriol (președinte, 1947-1954)
- Germania de Est: Wilhelm Pieck (președinte, 1949-1960)
- Germania de Vest: Theodor Heuss (președinte, 1949-1959)
- Grecia: Paul I (rege din dinastia Glücksburg, 1947-1964)
- Irlanda: Sean Thomas O Ceallaigh (O'Kelly) (președinte, 1945-1959)
- Islanda: Sveinn Bjornsson (președinte, 1944-1952)
- Italia: Luigi Einaudi (președinte, 1948-1955)
- Iugoslavia: Ivan Ribar (președinte, 1945-1953)
- Liechtenstein: Franz Josef al II-lea (principe, 1938-1989)
- Luxemburg: Charlotte (mare ducesă din dinastia de Nassau, 1919-1964)
- Monaco: Rainier al III-lea (principe, 1949-2005)
- Norvegia: Haakon al VII-lea (rege din dinastia de Glücksburg, 1905-1957)
- Olanda: Iuliana (regină din dinastia de Orania-Nassau, 1948-1980)
- Polonia: Bolesław Bierut (președinte, 1947-1952)
- Portugalia: Francisco Craveiro Lopes (președinte, 1951-1958)
- România: Constantin Ion Parhon (președintele prezidiului MAN, 1947-1952)
- Spania: Francisco Franco Bahamonde (președinte, 1936-1975)
- Statul papal: Pius al XII-lea (papă, 1939-1958)
- Suedia: Gustav al VI-lea Adolf (rege din dinastia Bernadotte, 1950-1973)
- Turcia: Celâl Bayar (președinte, 1950-1960)
- Ungaria: Sandor Ronai (președinte, 1950-1952)
- Uniunea Sovietică: Nikolai Mihailovici Șvernik (președinte, 1946-1953)

## Africa
- Africa de Sud:
- Așanti: Prempeh al II-lea (așanteșene, 1931-1970)
- Barotse: Mwanawina al III-lea (litunga, 1948-1968)
- Benin: Akenzua al II-lea (obba, 1933-1978)
- Buganda: Mutesa al II-lea (Edward William Frederick David Walugembe Mutehi Luwangula) (kabaka, 1939-1953, 1955-1966)
- Bunyoro: Winyi al IV-lea (Tito Gafabusa) (mukama din dinastia Bito, 1924-1967)
- Burundi: Mwambutsa al IV-lea Baciricenge (mwami din a patra dinastie, 1915-1966)
- Egipt: Faruk (rege, 1936-1952)
- Ethiopia: Ras Tafari Kadamawi (Haile Selassie I) (împărat, 1930-1974)
- Kanem-Bornu: Umar Sanda Kiyarimi (șeic din dinastia Kanembu, 1937-1969)
- Lesotho: Moshoeshoe al II-lea (Constantine Bereng Seeiso) (rege, 1940-1990, 1995-1996)
- Liberia: William Vacanarat Shadrach Tubman (președinte, 1943/1944-1971)
- Libia: Idris as-Sanusi (rege, 1950/1951-1969)
- Maroc: Sidi Mohammed ibn Youssef (Mohammed al V-lea) (sultan din dinastia Alaouită, 1927-1961)
- Oyo: Adeniran (rege, 1945-1956)
- Rwanda: Mutara al III-lea Rudahigwa (Charles) (rege, 1931-1959)
- Swaziland: Sobhuza al II-lea (Mona) (rege din clanul Ngwane, 1899-1982)
- Tunisia: Muhammad al VIII-lea ibn Muhammad (VI) al-Amin (bey din dinastia Husseinizilor, 1943-1957; suveran, din 1956)
- Zanzibar: Halifa ibn Harrub (sultan din dinastia Bu Said, 1911-1960)

## Asia

### Orientul Apropiat
- Afghanistan: Muhammad Zahir Șah (rege din dinastia Barakzay, 1933-1973)
- Arabia Saudită: Abd al-Aziz al II-lea ibn Abd ar-Rahman ibn Saud (emir 1902-1953; sultan, din 1917; rege, din 1932)
- Bahrain: Salman al II-lea ibn Hamad (emir din dinastia al-Khalifah, 1942-1961)
- Iordania: Abd Allah (rege, din 1946)
- Irak: Faisal al II-lea (rege din dinastia Hașemită, 1939-1958)
- Iran: Mohammad Reza Pahlavi Aryamehr (șah din dinastia Pahlavi, 1941-1979; șahinșah, din 1967)
- Israel: Chaim Weizmann (președinte, 1948-1952)
- Kuwait: Abdullah al III-lea ibn Salim (emir din dinastia as-Sabbah, 1950-1965)
- Liban: Bișara al-Khoury (președinte, 1943-1952)
- Oman: Said ibn Taimur (emir din dinastia Bu Said, 1932-1970)
- Qatar: Abdullah ibn Kasim (emir din dinastia at-Thani, 1913-1949) și Ali ibn Abdullah (emir din dinastia at-Thani, 1949-1960)
- Pakistan:
- Siria: Hassim al-Atassi (președinte, 1949-1951, 1954-1955)
- Turcia: Celâl Bayar (președinte, 1950-1960)
- Yemen, statul Sanaa: an-Nasir Ahmad li-d-din (rege, 1948-1962)

### Orientul Îndepărtat
- Bhutan: Jigme Wang-chuk (rege din dinastia Wang-Chuk, 1926-1952)
- Birmania: Saw Șwe Thaik (Sawbwa) (președinte, 1948-1952)
- Brunei: Umar Ali Saif ad-Din al III-lea (sultan, 1950-1967)
- Cambodgia: Preah Bat Samdech Preah Norodom Sihanuk Varman Reach Harivong Uphato Sucheat Visothipong Akamohaborasrat Nikarodom Thammik Mohareachea-thireach Baromaneat Baromabopit Preah Chau Krung Kampuchea Thippadey (rege, 1941-1955)
- China: Mao Zedong (președinte, 1949-1959)
- Coreea de Nord: Kim Bong Han (Kim Doo-bong) (președinte, 1948-1957)
- Coreea de Sud: Li Sîn Man (Yi Song-man, Syngman Rhee) (președinte, 1948-1960)
- Filipine: Elpidio Quirino (președinte, 1948-1953)
- India: Șri Rajendra Prasad (președinte, 1950/1952-1962)
- Indonezia: Ahmed Sukarno (președinte, 1945/1949-1967)
- Japonia: Hirohito (împărat, 1926-1989)
- Laos: Som Dak Phra Chao Sisavang Vong (rege, 1945-1959; anterior, rege în Laosul superior, 1904-1945)
- Maldive: Abdul-Majid Didi (sultan, 1945-1952)
- Mongolia: Goncighiin Bumatende (președinte, 1940-1953)
- Nepal: Tribhuvana Bir Bikram Jang Bahadur Șah Bahadur Șamșir Jang Deva (rege, 1911-1950, 1951-1955) și Gyanendra Bir Bikram (rege, 1950-1951)
- Sri Lanka: Herwald Ramsbotham (guvernator general, 1949-1954)
- Thailanda, statul Ayutthaya: Pra Paramindra Maha Bhumibol Adulyadej (Rama al IX-lea) (rege din dinastia Chakri, din 1946)
- Tibet: Ngag-dbang bLo-bzang bsTan-dsin rgya-mtsho (dPa-bo Dongrub) (dalai lama, din 1939)
- Tibet: Panchen bLo-bzang P'rin-las lHun-grub Ch'os-kyi rgyal-mtshan (Choskyi Gyaltsen) (panchen lama, din 1940)
- Uniunea Sovietică: Nikolai Mihailovici Șvernik (președinte, 1946-1953)
- Vietnamul de Nord: Ho Și Min (Nguyen Ai Quoc) (președinte, 1945-1969)
- Vietnamul de Sud: Bao Dai (Nguyen Vinh-Thuy) (șef al statului, 1949-1955; anterior, împărat al Annamului, 1926-1945)

## America
- Argentina: Juan Domingo Peron (președinte, 1946-1955)
- Bolivia:
- Brazilia:
- Canada: Harold Rupert Leofric George Alexander (guvernator general, 1946-1952)
- Chile: Gabriel Gonzales Videla (președinte, 1946-1952)
- Columbia:
- Costa Rica: Otilio Ulate Blanco (președinte, 1949-1952)
- Cuba: Carlos Prio Socarras (președinte, 1948-1952)
- Republica Dominicană: Rafael Leonidas Trujillo y Molina (președinte, 1930-1938, 1942-1952)
- Ecuador: Galo Plaza Lasso (președinte, 1948-1952)
- El Salvador: Oscar Osorio (președinte, 1950-1956)
- Guatemala:
- Haiti: Paul Eugene Magloire (președinte, 1950-1956)
- Honduras: Juan Manuel Galvez Duron (președinte, 1949-1954)
- Mexic: Miguel Aleman (președinte, 1946-1952)
- Nicaragua: Anastasio Somoza Garcia (președinte, 1937-1946, 1950-1956)
- Panama: Arnulfo Arias Madrid (președinte, 1940-1941, 1949-1951, 1968)
- Paraguay: Federico Chavez (președinte, 1949-1954)
- Statele Unite ale Americii: Harry S. Truman (președinte, 1945-1953)
- Uruguay: Luis Conrado Battle y Berres (președinte, 1947-1951)

## Oceania
- Australia: William John Mackell (guvernator general, 1947-1953)
- Noua Zeelandă: Bernard Cyril Freyberg (guvernator general, 1946-1952)
- Tonga: Salote Tupou a III-a (regină, 1918-1965)